# Сукхаамфа
Сукхаамфа (асам.: স্বৰ্গদেউ চুখামফা) — цар Ахому. Правив упродовж 51 року, найдовше в історії династії. Сукхаамфа дуже захоплювався спортом. Невдовзі після сходження на престол він упав зі слона, через що почав кульгати. Буранджі називають його кхора роджа.

## Правління
Отримав владу після смерті батька, Секленмунга.
Суперечка 1562 року з царством Камата призвела у січні 1563 року до повноцінного вторгнення до Ахому генерала Чіларая. Полководець Айкхек запропонували невдалу тактику оборони, тому Чіларай швидко зайняв Ґархґаон, столицю Ахому. Цар був змушений тікати до Нампура.
Мирні перемовини почались того ж року. Чіларай погодився повернути столицю в обмін на значну земельну ділянку на північному березі річки Брахмапутра, синів царя та дворян як заручників, а також золото, срібло і тканини. Сукхаамфа повернувся до своєї столиці та розпочав розслідування причин поразки, в результаті чого Айкхек був усунутий від посади, а його місце посів Канкхам. Пізніше заручники були звільнені задля покращення стосунків між Ахомом і Каматою, оскільки остання зіштовхнулась із загрозою вторгнення бенгальців.